# 拉布尔贝讷
拉布尔贝讷（法語：Laboulbène，法語發音：[labulbɛn]）是法国奥克西塔尼大区塔恩省的一个市镇，属于卡斯特尔区。

## 地理
拉布尔贝讷（43°40'38"N, 2°12'16"E）面积4.65 平方千米，位于法国奧克西塔尼大區塔恩省，该省份为法国南部内陆省份，北起顺时针与阿韦龙省、埃罗省、奥德省、上加龙省和塔恩-加龙省接壤。
与拉布尔贝讷接壤的市镇（或旧市镇、城区）包括：卡斯特爾、蒙皮尼耶、圣热尔米耶。

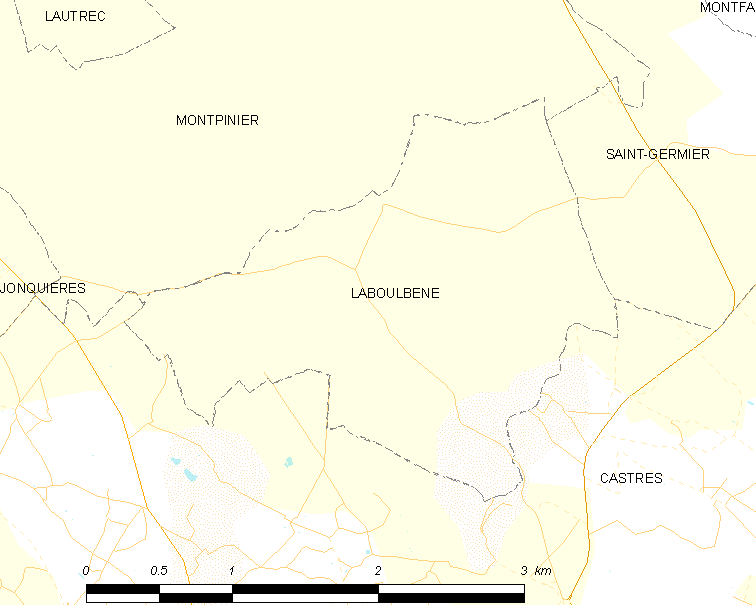
拉布尔贝讷的OSM定位图

拉布尔贝讷的时区为UTC+01:00、UTC+02:00（夏令时）。

## 行政
拉布尔贝讷的邮政编码为81100，INSEE市镇编码为81118。

## 政治
拉布尔贝讷所属的省级选区为阿古平原县。

## 人口

1962-2008年间拉布尔贝讷人口变化图示

拉布尔贝讷于2022年1月1日时的人口数量为167人。